# Het testament (hoorspel)
Het testament is een hoorspel naar het toneelstuk The Will (1914) van James Matthew Barrie. Het werd op 29 december 1965 uitgezonden door de BBC. De VARA zond het uit op zaterdag 11 maart 1967. De vertaling was van W. Wielek-Berg; de regisseur was S. de Vries jr. Het hoorspel duurde 60 minuten.

## Rolbezetting
- Wam Heskes (Mr. Devises)
- Paul van der Lek (Robert)
- Frans Somers (Philip Ross)
- Enny Mols-de Leeuwe (Emily Ross)
- Rudi West (Sennet, Creed & Surtees)

## Inhoud
Het is een eenakter over twee advocaten, vader en zoon, die het bezoek krijgen van een jong, pasgehuwd koppel. De man wil een testament laten opstellen waarmee, bij zijn eventuele dood, alles aan zijn vrouw toekomt. Na twintig jaar komt zijn echtgenote om een vierde versie op te laten opstellen.